# Лютов, Александр Дмитриевич
Александр Дмитриевич Лютов (22 ноября 1886—1949) — капитан РИА и генерал-майор ВС СССР, начальник Симбирской пехотной школы командного состава в 1921—1930 годах.

## Биография
Уроженец Ярославской губернии, из крестьян. Получил общее образование дома, на службе с 4 сентября 1906 года. Окончил в 1909 году Владимирское пехотное юнкерское училище по 1-му разряду, выпущен в Ленкоранско-Нашебургский 163-й пехотный полк. Произведён в подпоручики 6 августа 1909 года (старшинство с 15 июня 1908 года) и в поручики 25 ноября 1912 года (старшинство с 15 июня 1912 года). Был младшим офицером в пулемётной команде с 6 сентября 1909 года, командир роты с 1910 года.
19 июля 1914 года, после начала мобилизации в канун грядущей войны поручик Лютов был назначен командиром пулемётной команды Спасского 307-го пехотного полка. 15 сентября 1915 года официально переведён в полк, через двое дней произведён в штабс-капитаны (старшинство с 16 мая 1915 года) за отличия в делах. 11 мая 1916 года Лютов был произведён в капитаны (старшинство с 19 июля 1915 года). С июля 1916 года командовал батальоном Спасского полка, с ноября был адъютантом полка, в декабре назначен начальником штаба Костюхновской ударной группы. В феврале 1917 года назначен старшим адъютантом штаба 46-го армейского корпуса. В марте 1917 года стал старшим адъютантом штаба 77-й пехотной дивизии (пробыл на посту до июня 1917 года). В августе того же года назначен исполняющим должность штаб-офицера для поручений при штабе 46-го армейского корпуса, окончил в октябре 1917 года ускоренные курсы Николаевской военной академии.
Добровольцем капитан Лютов вступил в ряды РККА, с 23 марта 1918 года был причислен к генеральному штабу. 27 июня 1918 года приказом Всероглавштаба переведён в генеральный штаб, назначен в штаб 3-й Петроградской дивизии. Занимал посты младшего помощника начальника штаба с 27 июня 1918 года, с октября того же года — начальник штаба дивизии. С февраля 1919 года — начальник оперативного отдела штаба 7-й армии, с апреля 1919 года — начальник штаба войск Нарвской группы, с 28 мая 1919 года — начальник оперативного управления 7-й армии РККА. С 30 сентября по 17 октября 1919 года был временно исполняющим должность начальника штаба 7-й армии РККА. В дальнейшем занимал пост начальника разведывательного отдела 7-й армии, 2 декабря 1919 года назначен начальником оперативного трудового отдела ПриВО. С марта 1920 года штатный преподаватель тактики на 32-х Симбирских пехотных курсах, с октября того же года помощник начальника по учебной части. Включён в списки Генштаба РККА от 15 июля 1919 года и 7 августа 1920 года.
С 4 октября 1921 года Лютов был начальником 12-й Симбирской пехотной школы, пост занимал до 1930 года. В дальнейшем занимал преподавательские должности в РККА. 16 августа 1938 года Лютов был произведён в комбриги, пребывая на должности старшего преподавателя кафедры тактики Артиллерийской академии имени Ф. Э. Дзержинского. 4 июня 1940 года произведён в генерал-майоры, с того же года — доцент кафедры тактики в академии. С 1941 года и до конца Великой Отечественной войны был старшим преподавателем кафедры военной истории и географии в Артиллерийской академии имени Ф. Э. Дзержинского.
Похоронен в Москве на Новодевичьем кладбище (участок 4, ряд 29, № 3).

## Награды
Российская империя
- орден Святой Анны:
  - II степени с мечами (12 апреля 1917)[1]
  - III степени с мечами и бантом (31 октября 1916)[1]
  - IV степени (3 октября 1915)[1]
- орден Святого Владимира IV степени с мечами и бантом (24 октября 1915)[1]
- орден Святого Станислава:
  - II степени с мечами (21 сентября 1916)[1]
  - III степени с мечами и бантом (16 декабря 1915)[1]

 СССР
- Орден Ленина (21 февраля 1945) — за долголетнюю и безупречную службу в Красной Армии[5]
- Орден Красного Знамени
  - 3 ноября 1944 — за долголетнюю и безупречную службу в Красной Армии[6]
  - 24 июня 1948[7]
- Медаль «За победу над Германией в Великой Отечественной войне 1941—1945 гг.» (9 мая 1945)[4][b]

## Комментарии
1. ↑  По другим данным — уроженец Костромской губернии, из дворян[2]
2. ↑  По другим данным — 2 июля 1945 года[2]